# 오패산터널
오패산터널(碧梧山터널)은 대한민국 서울특별시 강북구 미아동 보승사와 번동 덕릉로를 연결하는 터널이다. 총 길이는 1,065 미터이며 순수 터널 길이는 815 미터, 폭은 12 ~ 30 미터, 왕복 2차로이다. 터널은 오패산의 서쪽을 관통하고 있으며, 건설 목적은 도봉로에서 미아역 ~ 미아사거리역 구간의 교통량을 분산시키기 위해서였다. 2004년 12월 착공하여 2009년 2월 10일 개통되었다. 오패산터널 전구간은 오패산로의 일부분이다.

## 위치
오패산터널은 오패산 서쪽편을 남북으로 관통한다.
- 터널 북단: 북위 37° 38′ 02″ 동경 127° 01′ 42″ / 북위 37.633783°  동경 127.028428° (강북구, 번동)
- 터널 남단: 북위 37° 37′ 39″ 동경 127° 01′ 46″ / 북위 37.627525°  동경 127.029344° (강북구, 미아동)

## 사건
2016년 10월 19일 오패산터널 인근에서 전자발찌를 끊고 도주 중인 성병대(당시 46세)가 사제 총기로 총격을 난사하면서 서울강북경찰서 번동파출소 소속 김창호 경감이 그 자리에서 순직했다.